# 文部省

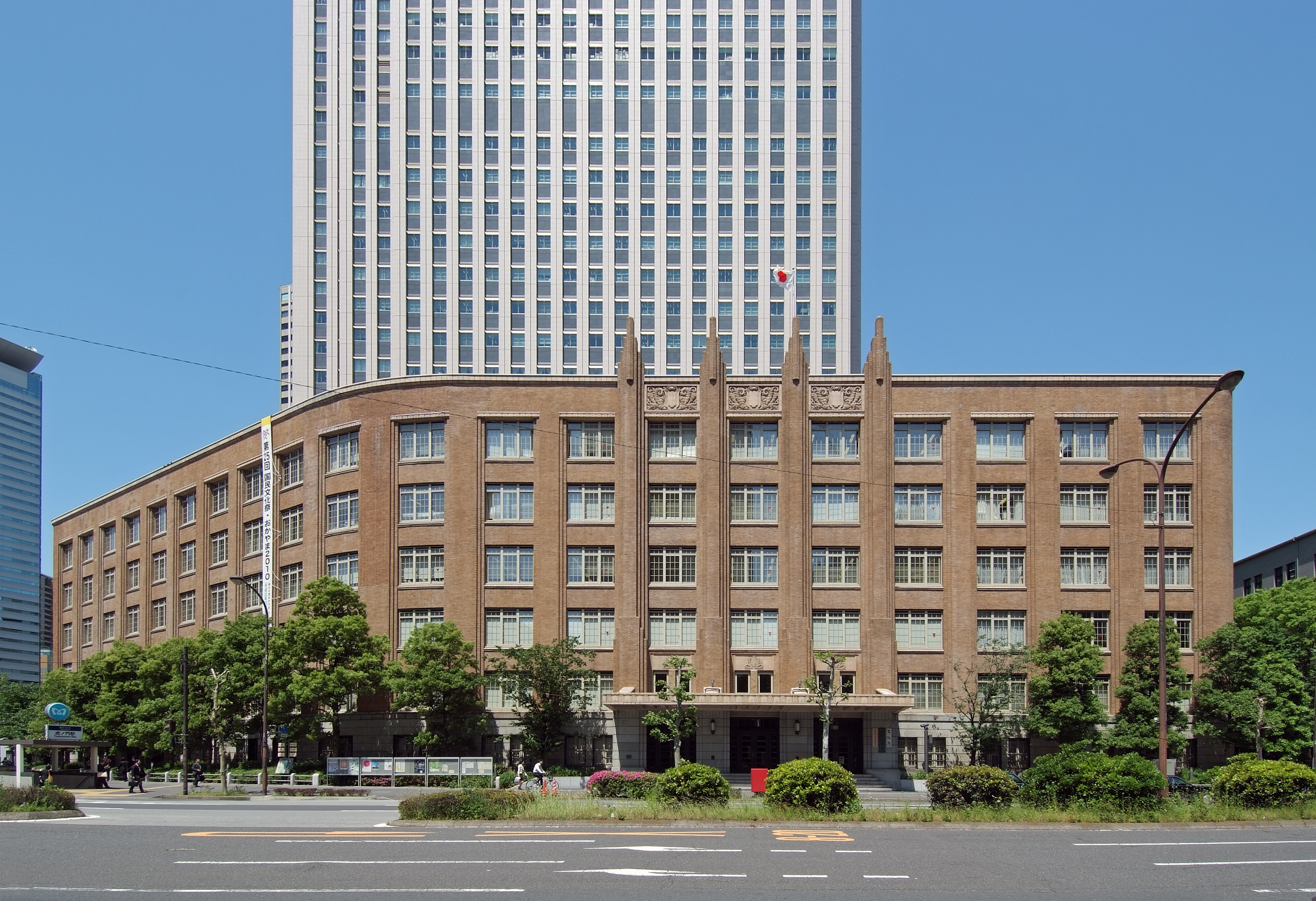
舊 文部省廳舎

文部省（日语：／ Monbu shō */?）是曾經存在的日本中央省廳之一，管轄教育、文化、學術等。2001年（平成13年）的中央省廳再編之時，和科學技術廳統合成文部科學省。

## 沿革
- 1871年（明治4年）9月2日 - 依據（明治4年7月18日太政官布告[1]）設置。
- 2001年（平成13年）1月6日 - 中央省廳再編實施，和科學技術廳統合成文部科學省。

## 組織
- 文部大臣
- 政務次官
- 事務次官
- 秘書官

### 本省

#### 內部部局
- 大臣官房
  - 人事課、總務課、會計課、政策課、調查統計企畫課、福利課
  - 文教施設部
    - 技術參事官
    - 指導課、計畫課、技術課

  - 總務審議官
  - 審議官（6人）
- 生涯學習局
  - 生涯學習振興課、社會教育課、學習情報課、青少年教育課、男女共同參畫學習課
- 初等中等教育局
  - 高等學校課、中學校課、小學校課、幼稚園課、職業教育課、特殊教育課、教科書課
- 教育助成局
  - 財務課、地方課、教職員課、海外子女教育課、施設助成課
- 高等教育局
  - 科學官（3人）
  - 企畫課、大學課、專門教育課、醫學教育課、學生課
  - 私學部
    - 私學行政課、學校法人調查課、私學助成課
- 學術國際局
  - 科學官（12人）
  - 學術課、研究機關課、研究助成課、學術情報課、國際企畫課、國際學術課、留學生課
- 體育局
  - 體育課、生涯運動課、競技運動課、學校健康教育課

#### 審議會等
- 中央教育審議會
- 理科教育及産業教育審議會
- 教育課程審議會
- 教科用圖書檢定調查審議會
- 教育職員養成審議會
- 學術審議會
- 測地學審議會
- 保健體育審議會

#### 施設等機關
- 國立學校
- 國立教育研究所
- 國立特殊教育總合研究所
- 國立科學博物館
- 國立オリンピック記念青少年總合センター
- 國立青年之家
- 國立少年自然之家
- 國立婦人教育會館

#### 特別機關
- 日本ユネスコ國內委員會
- 帝國學士院（1906年至1947年）／日本學士院（1947年－）

### 文化廳
- 文化廳長官
- 次長

#### 內部部局
- 長官官房
  - 審議官
  - 總務課、著作權課、國際著作權課
- 文化部
  - 藝術文化課、地域文化振興課、國語課、宗務課
- 文化財保護部
  - 文化財鑑查官
  - 傳統文化課、記念物課、美術工藝課、建造物課

#### 審議會等
- 著作權審議會
- 國語審議會

#### 設施等機關
- 國立博物館
- 國立近代美術館
- 國立西洋美術館
- 國立國際美術館
- 國立文化財研究所

#### 特別機關
- 帝國藝術院（1919年至1947年）／日本藝術院（1947年－）